# إرفينغ بي. خان
إرفينغ بي. خان (بالإنجليزية: Irving B. Kahn)‏ هو كاتب أمريكي، ولد في 30 سبتمبر 1917، وتوفي في 22 يناير 1994.